# Mark Werner
Mark Werner (* 1969) ist ein deutscher Schriftsteller, Drehbuchautor und Fernsehproduzent.

## Werdegang
Vor und während seines Germanistikstudiums arbeitete Werner als Zeitungsreporter und Fernsehredakteur. Nach seinem Examen (Magister Artium) arbeitete er zunächst als Redaktionsleiter und schrieb 1998 bis 2010 Drehbücher für die Sony Pictures Film und Fernseh Produktions GmbH (vormals Columbia TriStar), später arbeitete er als Headwriter und Produzent für die Brainpool TV GmbH, seit 2012 für Warner Bros. International Television Production (vormals Eyeworks TV Germany).
Mark Werner schrieb als Headwriter und Autor Drehbücher für TV-Produktionen wie Mein Leben & Ich, Ritas Welt, Alles Atze und Nikola oder die für den Grimme-Preis nominierte Filmkomödie Das große Comeback. Einige der Lieder des im Film von Uwe Ochsenknecht verkörperten Sängers Hansi Haller stammen ebenfalls aus der Feder Werners. Außerdem ist Werner Autor von Romanen und Sachbüchern.
In seinem mit Chris Geletneky verfassten fiktiven Reisebericht Unser schönes Deutschland (2011) unternehmen die beiden von Anke Engelke und Bastian Pastewka bereits in diversen Fernsehshows verkörperten „Volksmusikstars“ Wolfgang & Anneliese eine humorvolle Reise durch die Bundesrepublik.
Er wurde für seine Arbeit mehrfach für den Deutschen Comedypreis und den Deutschen Fernsehpreis nominiert, außerdem mit dem Deutschen Fernsehpreis und dem Deutschen Comedypreis ausgezeichnet und zusammen mit Co-Autor David Safier mit dem Preis des MDR-Rundfunkrats für das Beste Drehbuch.
Nach der ARD-Serie Die Kuhflüsterin mit Cordula Stratmann schrieb und produzierte er zuletzt die RTL-Serie Beste Schwestern mit Mirja Boes.

## Werke (Auswahl)
- Björn Bedey (Hrsg.): Die Konzeption des Genies in Robert Schneiders „Schlafes Bruder“. Interpretation (= Diplomica; 1). Tectum Verlag, Marburg 2003. ISBN 978-3-8288-8545-5.
- Hölle, all-inclusive.  Rowohlt Taschenbuchverlag, Reinbek 2009. ISBN 978-3-499-24987-7.
  - Hörbuch gelesen von Michael Kessler, Roof Music, 2009.
- Knautschzone. Roman. Rowohlt Polaris, Reinbek 2011. ISBN 978-3-86252-012-1.
- zusammen mit Chris Geletneky: Unser schönes Deutschland. Das Land, die Menschen, die Lieder. Scherz Verlag bei S. Fischer, Frankfurt/M. 2011. ISBN 978-3-651-00016-2.

## Filmografie (Auswahl)
- 2025: Alpentod – Ein Bergland-Krimi: Alte Wunden (Fernsehreihe)
- 2025: Alpentod – Ein Bergland-Krimi: Gemeinsame Ziele (Fernsehreihe)